# Annals of the Missouri Botanical Garden
Annals of the Missouri Botanical Garden is een botanisch tijdschrift dat wordt uitgegeven door Missouri Botanical Garden Press, de uitgeverij van de Missouri Botanical Garden. Het tijdschrift verschijnt vier keer per jaar. De hoofdredacteur is Victoria Hollowell.
In 1914 is het tijdschrift opgericht om onderzoeksresultaten te kunnen publiceren van stafleden van de Missouri Botanical Garden, masterstudenten van Henry Shaw School of Botany van de Washington University en gastonderzoekers aan de botanische tuin. Tegenwoordig worden Engelstalige en Spaanstalige artikelen geaccepteerd, van zowel botanici die aan de botanische tuin zijn verbonden alsook de internationale botanische gemeenschap. De nadruk ligt op systematische botanie en taxonomie. De artikels worden voor publicatie onderworpen aan peer review door gekwalificeerde, onafhankelijke wetenschappers.
Wetenschappers die in het tijdschrift hebben gepubliceerd, zijn onder meer Frank Almeda, Arne Anderberg, Michael Balick, Spencer Barrett, Brian Boom, Dennis Breedlove, Birgitta Bremer, Kåre Bremer, Mark Chase, Peter Crane, Thomas Croat, Thomas Daniel, Gerrit Davidse, Laurence Dorr, Robert Dressler, Linda Escobar, Else Marie Friis, Roy Gereau, Lynn Gillespie, Peter Goldblatt, Victoria Hollowell, Chris Humphries, Charlie Jarvis, Walter Judd, Robert Merrill King, Sandra Knapp, Porter Lowry, John MacDougal, Bassett Maguire, James Mallet, Lucinda McDade, Gordon McPherson, Scott Mori, Jeffrey Palmer, Peter Raven, Susanne Renner, Harold Robinson, Vincent Savolainen, Laurence Skog, Erik Smets, Douglas Soltis, Pamela Soltis, Robert Soreng, Julian Alfred Steyermark, Wolfgang Stuppy, Kenneth Sytsma, Warren L. Wagner, Dieter Wasshausen, Maximilian Weigend, Henk van der Werff en Ben-Erik van Wyk.
In botanische literatuurverwijzingen wordt vaak de standaardaanduiding 'Ann. Missouri Bot. Gard.' gebruikt.